# Пратовекио Стия
Пратовѐкио Стѝя (на италиански: Pratovecchio Stia) е село и община в централна Италия, провинция Арецо, регион Тоскана. Разположена е на 430 m надморска височина. Населението на общината е 5962 души (към 2012 г.).
Общината е създадена в 1929 г. Тя се състои от двете предшествуващи общини Пратовекио и Стия. В 1934 г. новата община е отново разделена в двете стари общини, слел няколко народни протести. В 1 януари 2014 г. двете общини се обединяват отново в единствената община, след референдум.